# Лавалет, Бернар де Ногаре
Бернар де Ногаре (фр. Bernard de Nogaret de La Valette; 1553 — 12 февраля 1592, под Рокбрюн-сюр-Аржансом), сеньор де Лавалет — французский военачальник, адмирал Франции.

## Биография
Сын Жана де Ногаре де Лавалета и Жанны де Сен-Лари де Бельгард.
Государственный советник, губернатор и генеральный наместник «по ту сторону гор» (au delà des Monts), губернатор маркизата Салуццо, Дофине, Лиона и Прованса. В 1575 году унаследовал сеньорию Ла-Валет, находившуюся в плачевном состоянии, поскольку земли его отца были в 1570 году разграблены гугенотами.
Первоначально титуловался сьёром де Комоном. В 1567 году вместе с младшим братом был отправлен в Париж, где три года учился в Наваррском коллеже.
Начинал службу в роте своего отца в гарнизоне Кале под командованием сеньора де Гурдона; отличился в различных делах в Пьемонте.
В 1573 году во время осады Ла-Рошели братья были представлены Генрихом де Гизом герцогу Анжуйскому, но в польском вояже не участвовали, и придворная карьера Жана-Луи началась позднее, со службы герцогу Алансонскому.
В 1579 году, благодаря фавору, в котором Жан-Луи находился при дворе, Бернар получил пост кампмейстера легкой кавалерии, принадлежавший ранее его отцу, в следующем году был назначен губернатором Салуццо, сменив в этой должности своего дядю сеньора де Бельгарда, в 1581-м стал капитаном ста тяжеловооруженных всадников и вошел в число приближенных короля. В 1582 году Жан-Луи, ставший первым дворянином палаты короля, уступил Бернару должность камергера, и в том же году сеньор де Лавалет вошел в состав ближнего совета, состоявшего из восьми человек (в их числе Эпернон, Жуайёз, Вилькье, дю Бушаж и Рец).
31 декабря 1583 был пожалован Генрихом III в рыцари орденов короля.
В 1583 году стал генеральным наместником Дофине. Вместе с маршалом Орнано на переправе через Изер разбил четыре сотни французских аркебузир и три тысячи швейцарцев полковника Кюжи. Был переведен в Прованс, первоначально как генеральный наместник на время отсутствия своего брата, затем получил там главное командование (7 декабря 1587). В 1588 году вернул под власть короля Валансоль, под стенами которого был ранен, и Динь.
В 1589 году Жан-Луи, вернувшийся к управлению Провансом, отказался в его пользу от должности адмирала Франции, но Генеральные штаты не желали соединения в руках братьев двух столь важных постов и адмиралом стал Антуан де Бришанто, которого Бернар сменил через год. Признал королем Генриха IV и продолжил на его стороне борьбу с Католической лигой. Заставил герцога Савойского снять осаду Барселонеты; соединившись с сеньором де Ледигьером, разбил савойцев в бою под Эспароном 15 апреля 1591, отбросил от Винона и вынудил уйти за Альпы. Осадив городок Рокбрюн в Провансе, 11 февраля 1592 был ранен мушкетной пулей в голову, когда находился на орудийной батарее, и умер от этой раны через тринадцать часов.
«Был оплакан королем, как великий капитан, и его успех вызывал меньше зависти, чем успех его брата, поскольку он был менее амбициозным и тщеславным, и более надежным и благоразумным в действиях».
«Герцог Савойский, вступив в Прованс со значительными силами, спросил у графини де Со, много ли войск у месье де Лавалета? Нет, — ответила она, — но он ими командует. Лавалет со своей маленькой армией появлялся повсюду, и дважды разбил армию этого принца. Можно сказать, что с небольшим войском он совершал великие дела. Он отвоевал множество крепостей, занятых Лигой и почти уничтожил ее в Провансе, когда был убит выстрелом из аркебузы 11 февраля 1592 перед городком Рокбрюн под Фрежюсом. Это был человек, сопоставимый с Ледигьером, и о котором все мемуары того времени отзываются с похвалой: неустрашимый в опасности, твердый при невзгодах, скромный при успехах, учтивый, приветливый, благодетельный, щедрый: он был старшим братом герцога д'Эпернона; эти два брата любили друг друга с огромнейшей нежностью; несомненно, она не была вдохновлена сходством характеров».
Жена (13.02.1582, Лувр): Анн де Батарне дю Бушаж, дама д'Антон, дочь Рене де Батарне, графа дю Бушажа, и Изабели Савойской-Тенде, тетка герцога де Жуайёза. По случаю женитьбы король пожаловал Лавалету 200 тысяч турских ливров. Брак бездетный